# Knappschaftskrankenhaus Sulzbach

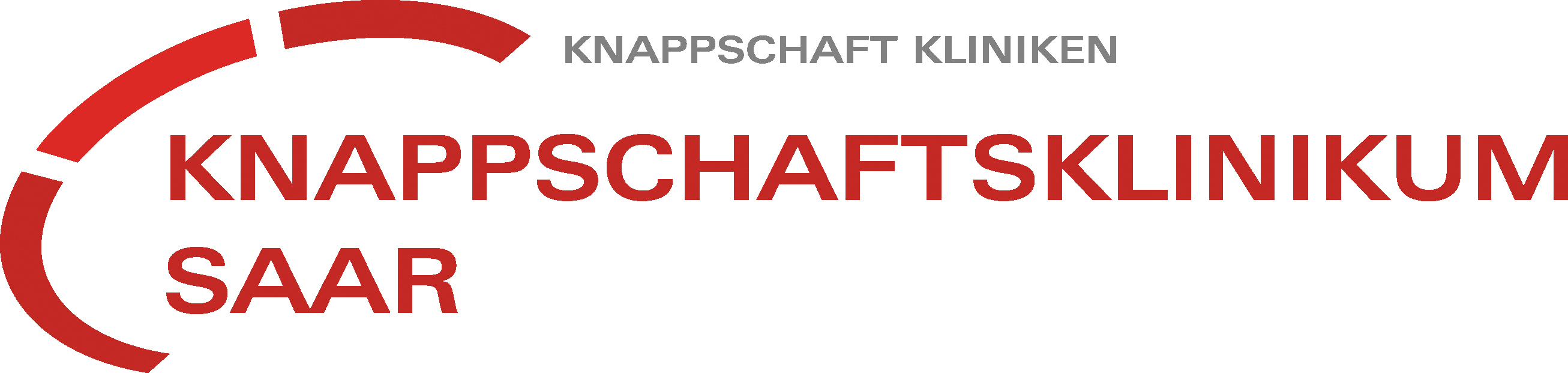
Logo

Das Knappschaftskrankenhaus Sulzbach ist ein Krankenhaus in Sulzbach/Saar. Es verfügt über acht Fachabteilungen mit 305 Betten und ist Akademisches Lehrkrankenhaus der Universität des Saarlands.

## Geschichte
Knappschaftskrankenhäuser dienten ursprünglich der medizinischen Versorgung von Bergleuten. Aufgrund des Steinkohlebergbaus an der Saar bestand dort schon früh Bedarf an entsprechender medizinischer Versorgung, so dass im Jahr 1862 das damals so genannte Lazarett erbaut und eingeweiht wurde.

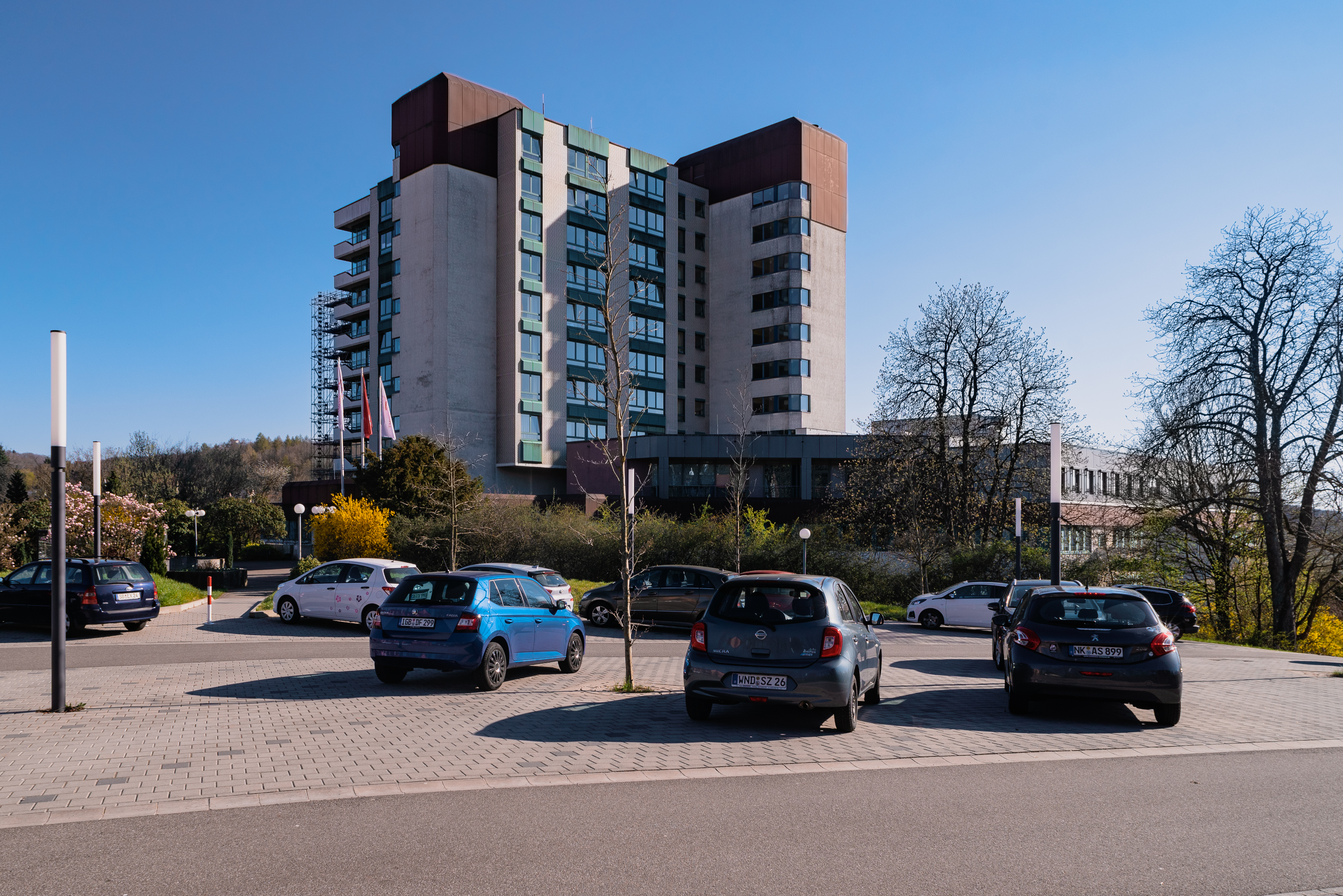
Das Klinikum mit davorliegendem Parkplatz

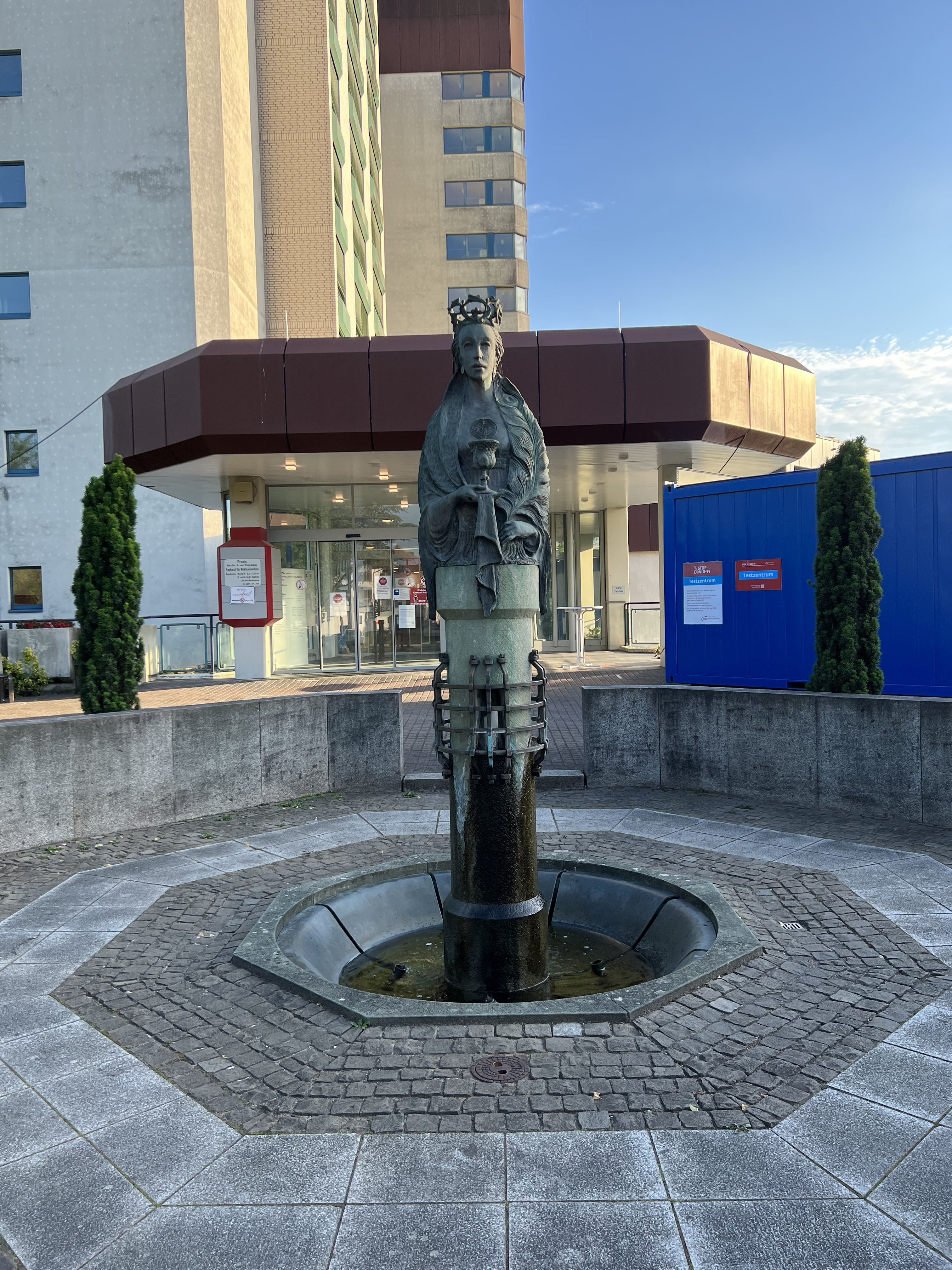
Heilige Barbara vor dem Haupteingang

Seit 1977 ist das Hospital Akademisches Lehrkrankenhaus der Medizinischen Fakultät der Universität des Saarlands. 1987 wurde das heutige Gebäude in Betrieb genommen.
Zusammen mit dem Knappschaftskrankenhaus Püttlingen ist die Klinik heute der Überrest der früheren knappschaftlichen medizinischen Versorgung im Saarland. Weitere Knappschaftskliniken wurden privatisiert.

## Medizinische Versorgung
Das Krankenhaus verfügt über die folgenden Kliniken:
- Klinik für Anästhesie und Intensivmedizin
- Klinik für Augenheilkunde
- Klinik für Allgemein-, Viszeral- und Tumorchirurgie
- Klinik für Kardiologie
- Klinik für Innere Medizin und Gastroenterologie
- Klinik für Neurologie
- Klinik für Radiologie und Nuklearmedizin
- Klinik für Urologie

Hinzu kommt das Magen-Darm-Zentrum Saar sowie ein an die Neurologie angegliederte Stroke Unit. Das Krankenhaus ist anerkanntes Multiple-Sklerose-Zentrum gemäß Richtlinien der Deutschen Multiple Sklerose-Gesellschaft e.V.

## Kennzahlen
Das Krankenhaus verfügt über 305 Planbetten und rund 1090 Mitarbeiter. Die Ausbildung des pflegerischen Personals erfolgt in der krankenhauseigenen Krankenpflegeschule. Jährlich werden ca. 13.800 Patienten stationär und 68.000 ambulant behandelt.

## Träger
Träger der Klinik ist seit Mitte 2012 die Knappschaftsklinikum Saar GmbH mit Sitz in Püttlingen, deren Gesellschafterin die frühere Trägerin, die Deutsche Rentenversicherung Knappschaft-Bahn-See ist.